# За Правду! (газета)
«За правду!» (Орган Русского Христианского Возрождения) — еженедельная газета, основанная в 1948 году руководителем иезуитской миссии среди русских католиков византийского обряда в Буэнос-Айресе в Аргентине иеромонахом Филиппом де Режис sj, выходила при Институте русской культуры Общества «Русское Христианское Возрождение», главный редактор — Алексей Ставровский. Периодическое издание Русского апостолата в Зарубежье.

## История
Прибыв в 1948 году в Аргентину и оценив возможности миссии, в которую входили два прихода в честь святых апостолов Петра и Павла и в честь Преображения Господня, а также Интернат св. апостола Андрея Первозванного, де Режис основал Общество «Русское Христианское Возрождение» и Институт русской культуры при нем. Далее он приступил к изданию периодического печатного органа, ставшего более чем газета, на базе редакции выходили книги, типография выпускала различную литературу на русском языке.
Последний номер газеты — № 377 за 15 декабря 1957 года.

## Содержание и авторы
Содержание выражало ярко выраженное антикоммунистическое и антисоветское направление газеты.
- Алексей Ставровский — главный редактор.
- Александр Кулик — выпускающий редактор.
- Борис Юркевич, под псевдонимом Борис Башилов опубликовал в 1949 году «Дневник агента Коминтерна».
- Михаил Михайлович Борель в 1951 году — в нескольких номерах его статья «За кулисами одного эмигрантского съезда».

1954 год весь № 271 от 6 ноября был посвящен «Дню Непримиримости».
25.02.1956, № 336 редакционная статья «Письма с Родины» — рассказывалось о том разочаровании, которое переживали «возвращенцы» из Аргентины в СССР.
2.03.1956, № 337 редакционная статья «Конец сталинизма» — рассказывалось о ХХ съезде КПСС и осуждении «культа личности».
В. Ольтин «Сумерки демонов» — также о культе личности.
В 1957 году публиковались новые повести: Марии Шелеховой-Бенке «Великий маг» и В. Карсова «Вагон замнаркома».

### Рубрика «Русская жизнь в Аргентине»
С первого года существования газеты занимала целую страницу «Русская жизнь в Аргентине»: здесь имеются сообщения о спектаклях русского театра, концертах, балах, собраниях, деятельности Комитета Российской Колонии и Дома Русских Белых в Буэнос-Айресе.

## Издательство «За Правду!»
На базе редакции газеты возникло издательство, которое приступило к печатанию книг. В 1952 — 1959 годах было напечатано около 20 русских книг.
1952 год — первое издание книги Бориса Ширяева «Ди-Пи в Италии: Записки продавца кукол» (Буэнос-Айрес: Издательство «За Правду!»).
Книга Георгия Теславского печатавшегося под псевдонимом Юрий Псковитянин  «Сказы: сборник стихотворений 1935—1955» (Буэнос-Айрес: Издательство «За Правду!», 1956. 160 с.). Выпущено на средства автора, тираж — 300 экземпляров, издано совместно с аргентинским Русском общевоинским союзом.
- Ставровский А. Христианская Россия. Буэнос-Айрес: Издательство «За Правду!», 1954.
- Братья по крови / А. Ставровский, составитель. Буэнос-Айрес: Издательство «За Правду!», 1958. 64 с. Совместное издание с Аргентинско-русским антикоммунистическим институтом культуры.

## Типография
Во всей Южной Америке нет ни одной русской типографии (в Бразилии, в Сан-Пауло, есть один старый шрифт и один в Буэнос-Айресе: все бывшее здесь остальное скуплено Сов. Посольством и поставлено под замок)
.
Технические вопросы, связанные с необходимостью иметь кириллический шрифт были блестяще решены иезуитами, возможно они перевезли русские шрифты из Русского экзархата в Китае, где в довоенные годы выходило большое количество русских книг и была своя периодика, либо из Рима, где также имелись русская печатная продукция.
Специально созданная католическая русская типография получила название «Salguero», по месту нахождения на улице Салгеро, дом № 1506.
Типография принимала всевозможные заказы на печатание различной продукции, это 

книги, брошюры, летучки, рекламы, бланки, картоны, билеты и т. д. Работы принимаются на русском и иных языках, причем хорошее техническое оборудование типографии и опытность ее персонала обеспечивают первоклассное и срочное выполнение заказов. По дешевизне работ типография стоит вне конкуренции. Требуйте сметы— Русская типография в Буэнос-Айресе // Православное Слово. Буэнос-Айрес. 1954, № 38–39. с. 232.
Пример печатной продукции типографии:
- Русский вестник: литературно-художественный и военный сборник. Кн. 1. Буэнос-Айрес: Издание Аргентинского отделения РОВСа, 1951. 119 С.

### Книги православных авторов
Издания православной церкви напечатанные в католической типографии «Salguero».
- Журнал «Православное Слово». Буэнос Айрес: Типография «Salguero», 1951—1955 гг. Издавался по благословению преосвященного Иоасафа, архиепископа Аргентинского и Парагвайского.
- Отечник, или изречения св. Отцов. Буэнос-Айрес: Типография «Salguero», 1953.
- Андроник (Елпидинский), архимандрит. Восемнадцать лет в Индии. Буэнос-Айрес: Типография «Salguero», 1959. 357 с.
- Маевский В. Христианство и социализм. Буэнос-Айрес: Типография «Salguero», 1959. 211 с.
- Его же. Трагедия Толстовского богоискательства. Буэнос-Айрес: Типографии «Salguero», 1954.

Его же. Внутренняя миссия и ее основоположник Скворцов. Буэнос-Айрес: Типографии «Salguero», 1954. 285 с.